# Franz Josef Brand

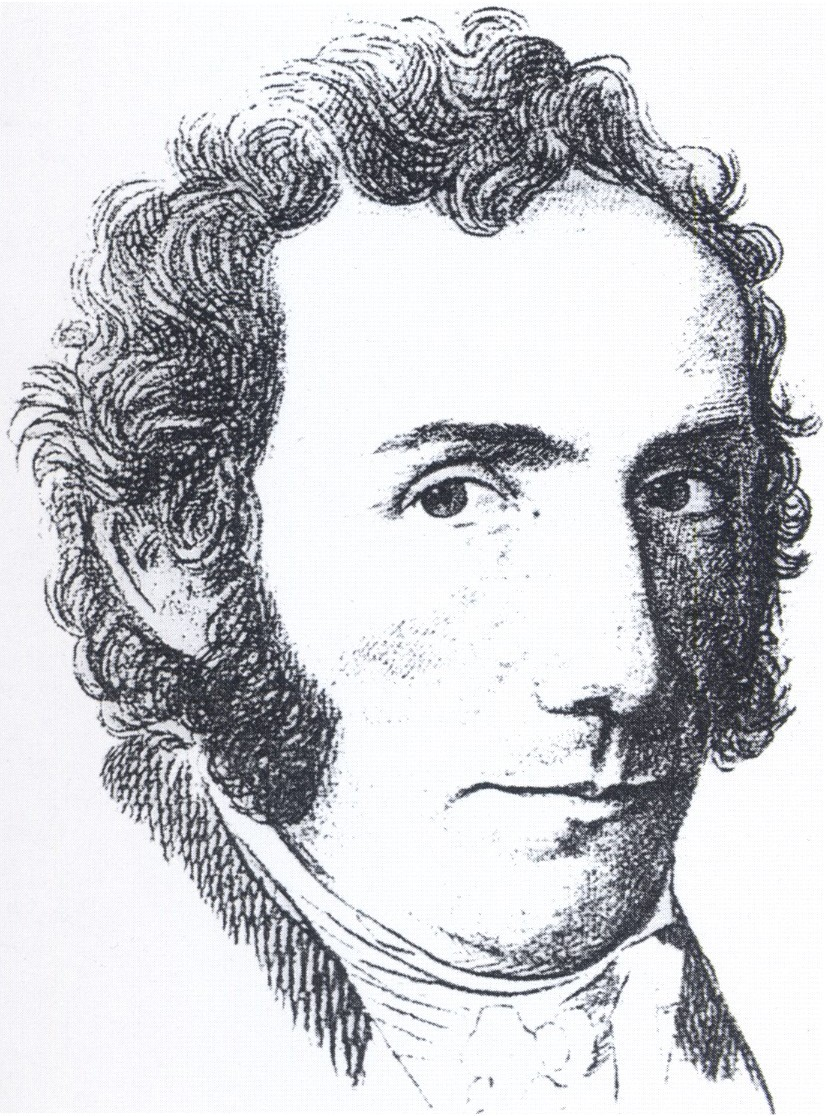
Franz Josef Brand um 1850

Franz Josef Brand (* 27. März 1790 in Paderborn; † 12. Januar 1869 ebenda) war ein deutscher Gymnasiallehrer, Bibliothekar, Historiker, Altphilologe und Zeichner.

## Leben
Er war das vierte Kind in einer Paderborner Familie, besuchte das Gymnasium Theodorianum und studierte von 1807 bis 1809 Philosophie in Paderborn.
1812 übernahm er den Unterricht und die Leitung einer Paderborner Trivialschule. Sein Gehalt bestand zunächst lediglich aus dem Schulgeld der Schüler, erst 1826 wurde eine feste Stelle eingerichtet. Neben der Schulleitung verdiente er sich zusätzlich etwas Geld mit Zeichenunterricht am Gymnasium und an einer neugegründeten Sonntagsschule für Handwerker. Seit 1828 engagierte er sich auch als Schriftführer und später als Bibliothekar für den gerade erst gegründeten Altertumsverein Paderborn. Von 1835 bis 1846 arbeitete Brand als erster weltlicher Lehrer im bis dahin ausschließlich mit Klerikern besetzten Lehrkörper des Theodorianums. Als Ordinarius unterrichtete er dort Religion, Deutsch, Latein, Mathematik und Zeichnen. Aufgrund eines körperlichen Leidens wurde er 1847 pensioniert.
In seiner Freizeit schrieb er Lehrbücher, bereiste das Hochstift Paderborn und fertigte zahlreiche Zeichnungen, Aquarelle und Skizzen seiner Heimatstadt und ihrer Umgebung, die heute eine wichtige historische Quelle für den damaligen Zustand darstellen. Seine Werke liegen im Archiv des Paderborner Altertumsvereins.

## Werke

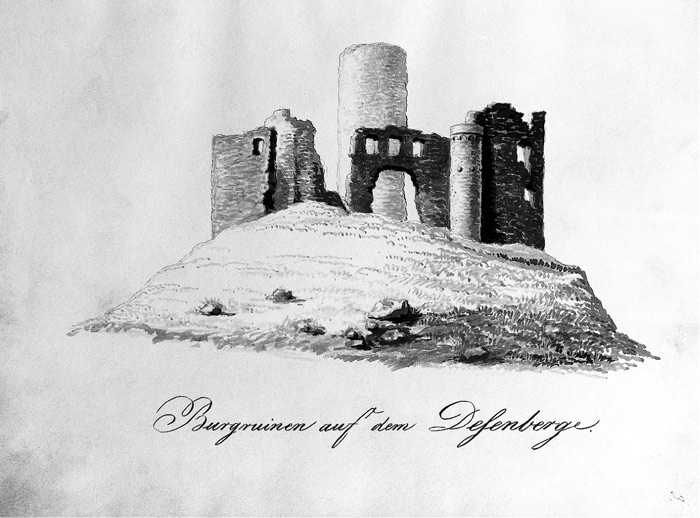
Burgruinen auf dem Desenberge, ca. 1825

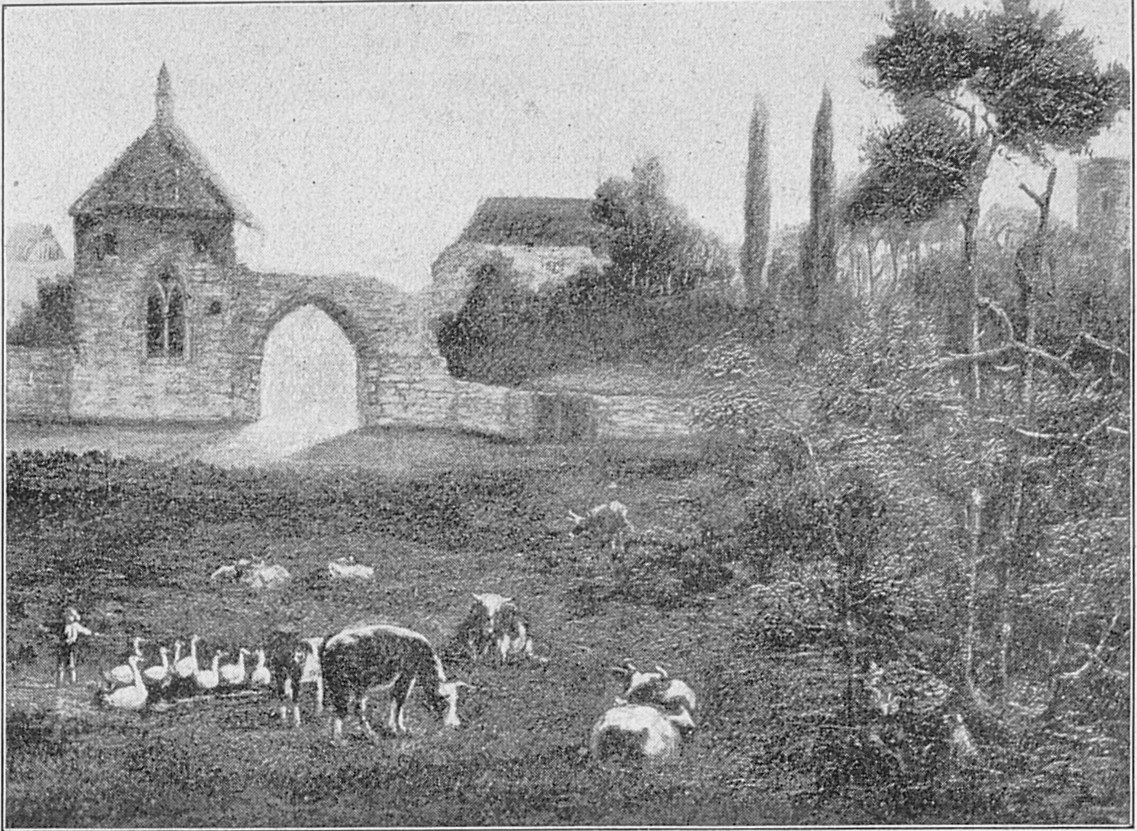
Heierstor in Paderborn, ca. 1830

- Zeichnungen aus den Gegenden um Paderborn, Warburg und Göttingen, 180 S., Paderborn 1825
- Der Dom zu Paderborn in historischer und artistischer Hinsicht dargestellt, Verlag Meyer, Lemgo 1827
- Handwörterbuch der römischen Alterthümer, Verlag Meyer, Lemgo 1828
- Zeichnungen nach der Natur in Paderborn und den umliegenden Orten Bd. 1 u. 2, Paderborn 1831
- ABC und Lesebuch nebst einer Anleitung, die Kinder in kurzer Zeit regelmäßig lesen zu lehren, Paderborn 1832
- Kurze Beschreibung der Stadt Paderborn. Zunächst für Fremde und Reisende, Paderborn 1846
- Catalogus Bibliothekae Theod. Pad., Paderborn 1847
- Kirchliche Baukunst. Anleitung zur Kenntniß und Beurtheilung der Kirchengebäude und anderer Bauwerke des Mittelalters, nebst einer Zugabe, betreffend die für Erhaltung der Gemälde in Kirchen anzuordnenden Maßregeln, Verlag J.C. Pape, Junfermann, Paderborn 1852
- Archiv-Wissenschaft oder Anleitung zum Lesen alter lateinischer und deutscher Handschriften und Urkunden, Paderborn 1854
- Paderbornscher Rittersaal (Cod. 83) (Tafelwerk mit kolorierten Adelswappen aus dem Paderborner Ritterbuch) o. D.[2]
- Genealogische Tafeln zum Paderbornschen Ritterbuch, (Cod. 83a)